# Chrysopelea paradisi
Chrysopelea paradisi que também é conhecida como cobra voadora, é uma espécie de serpente pouco venenosa que pertence à família Colubridae e ao gênero Chrysopelea, que consiste em um grupo com cinco espécies, com comprimento variado entre 0,6 à 1,2 metro. As espécies pertencentes ao gênero são diurnas ativas, habitam as florestas tropicais e são comumente encontrada nas regiões do Sudeste Asiático, Filipinas, sul da China, Índia, Sri Lanka e outras regiões, e possuem uma dieta que é constituída principalmente de lagartos e ocasionalmente, pássaros e morcegos. A espécie Chrysopelea paradisi, apesar de ter um corpo que aparenta ser desvantajoso, pois tem um corpo cilíndrico e sem membros, tem uma enorme capacidade de deslizamento e locomoção pelo ar. Essa espécie não possui apêndices, retalhos de pele ou qualquer característica comum de um animal voador, ela usa o achatamento do seu corpo para sua locomoção aérea, além de reconfigurar constantemente sua forma em diferentes estágios do seu voo. As espécies do gênero são os únicos animais vertebrados sem membros que são voadores (incluindo os tipos de voo passivo e motorizado) e, assim, apresentam aspectos interessantes em sua morfologia. Estudos usados na compreensão da aerodinâmica da cobra voadora pode servir para obter estratégias para ser aplicadas nos setores aeronáuticos, de segurança interna, de defesa e militar. Na indústria aeroespacial, estudos adicionais podem ajudar no desenvolvimento de veículos aéreos biomiméticos, ou seja, que imitam organismos vivos e que podem auxiliar no reconhecimento de terrenos montanhosos densamente arborizados. As vantagens de ser capaz de se locomover pelo ar geralmente é atribuída a capacidade de cair em segurança enquanto ganha distância horizontal de seu ponto inicial, o que pode ampliar o repertório comportamental e o seu espaço utilizado. Das serpentes voadoras, essa espécie é a que melhor consegue ser proficiente em seu voo, além de ser capaz de voar acima dos 4,5 metros e de realizar manobras com giro ativo.

## Taxonomia

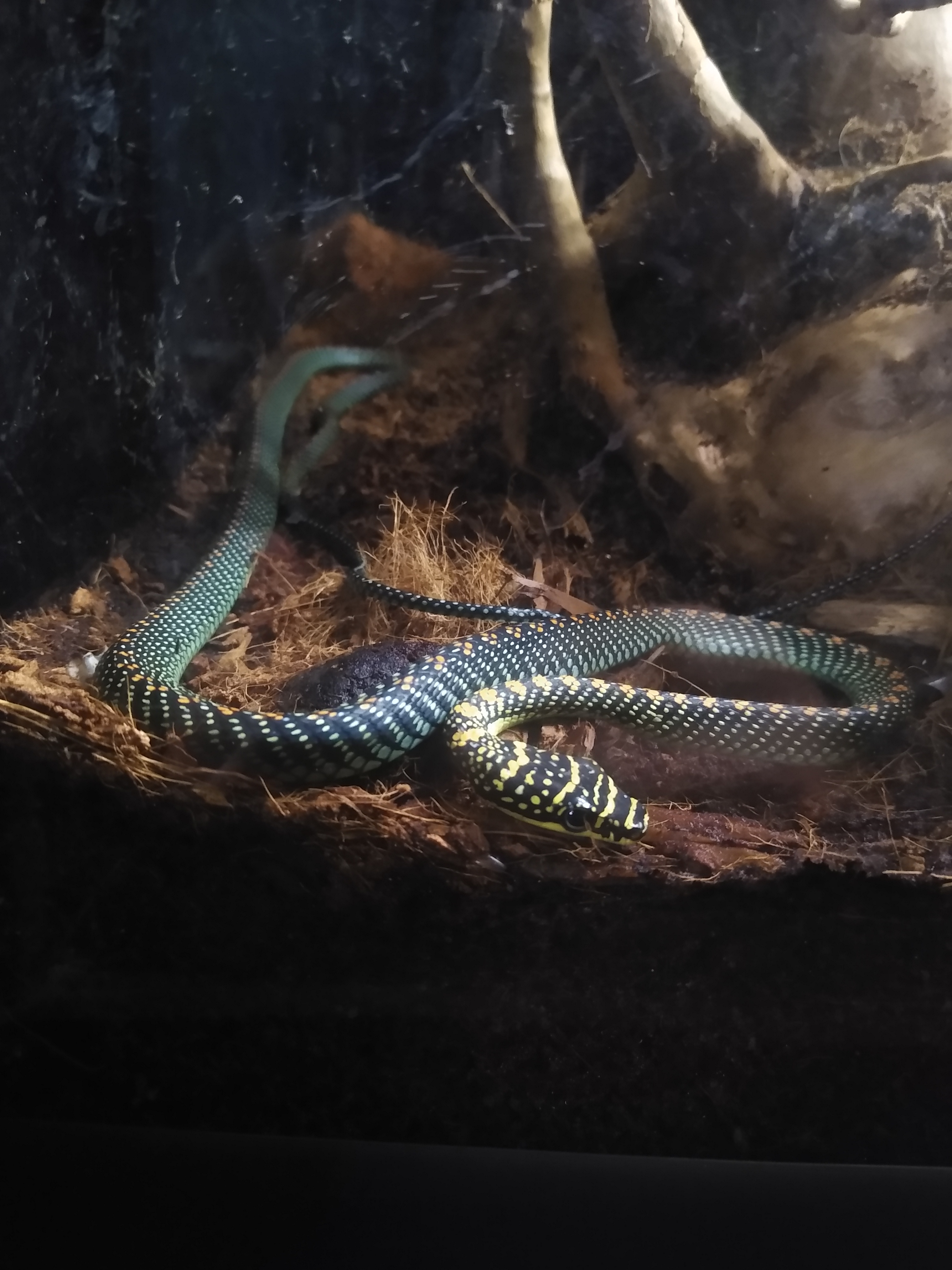
Um Cryshopelea paradisi.

A espécie Chrysopelea paradisi pertence ao gênero Chrysopelea, que é composto por 5 espécies, sendo elas Chrysopelea pelias, Chrysopelea rhodopleuron, Chrysopelea taprobanica, Chrysopelea ornata e a Chrysopelea paradisi, sendo o gênero pertencente à família Colubridae. A espécie foi considerada sinônimo de Chrysopelea ornata por estudos do ano de 1837, conceito seguido pela maioria dos autores seguintes, porém estudos em 1943 mostraram que os táxons eram espécies diferentes. São reconhecidas três subespécies dentro desse grupos, são elas: Chrysopelea paradisi paradisi, Chrysopelea paradisi celebensis e Chrysopelea paradisi variabilis.

## Morfologia
Apesar do mecanismo diferenciado que essa espécie utiliza para planar, não há estruturas específicas para essa locomoção aérea, como acontece em outros animais planadores. Ressalta-se que, de forma a se compreender o mecanismo de voo desse animal, é necessário um estudo mais aprofundado sobre sua morfologia. No geral, a Chrysopelea paradisi é uma serpente comum, caracterizadas por apresentarem um corpo cilíndrico alongado inteiramente desprovido de membros. Assim como os outros representantes da superfamília Colubroidea, essa serpente não apresenta traços de uma cintura pélvica, possuindo uma única artéria carótida e um crânio bastante cinético. As vértebras são numerosas, mais curtas e mais largas que as dos tetrápodes, o que permite rápidas ondulações laterais através do substrato. O crânio altamente cinético desse animais, em conjunto com outras adaptações na alimentação, como a ligação entre os dois ramos da mandíbula apenas por tegumento e músculos, permitem que as serpentes consumam animais com o mesmo diâmetro de seu próprio corpo, visto que há uma abertura mais ampla da mandíbula, ressaltando que diversos ossos do próprio crânio do animal são tão frouxamente articulados que a serpente é capaz de flexionar assimetricamente a região, permitindo o encaixe do alimento.

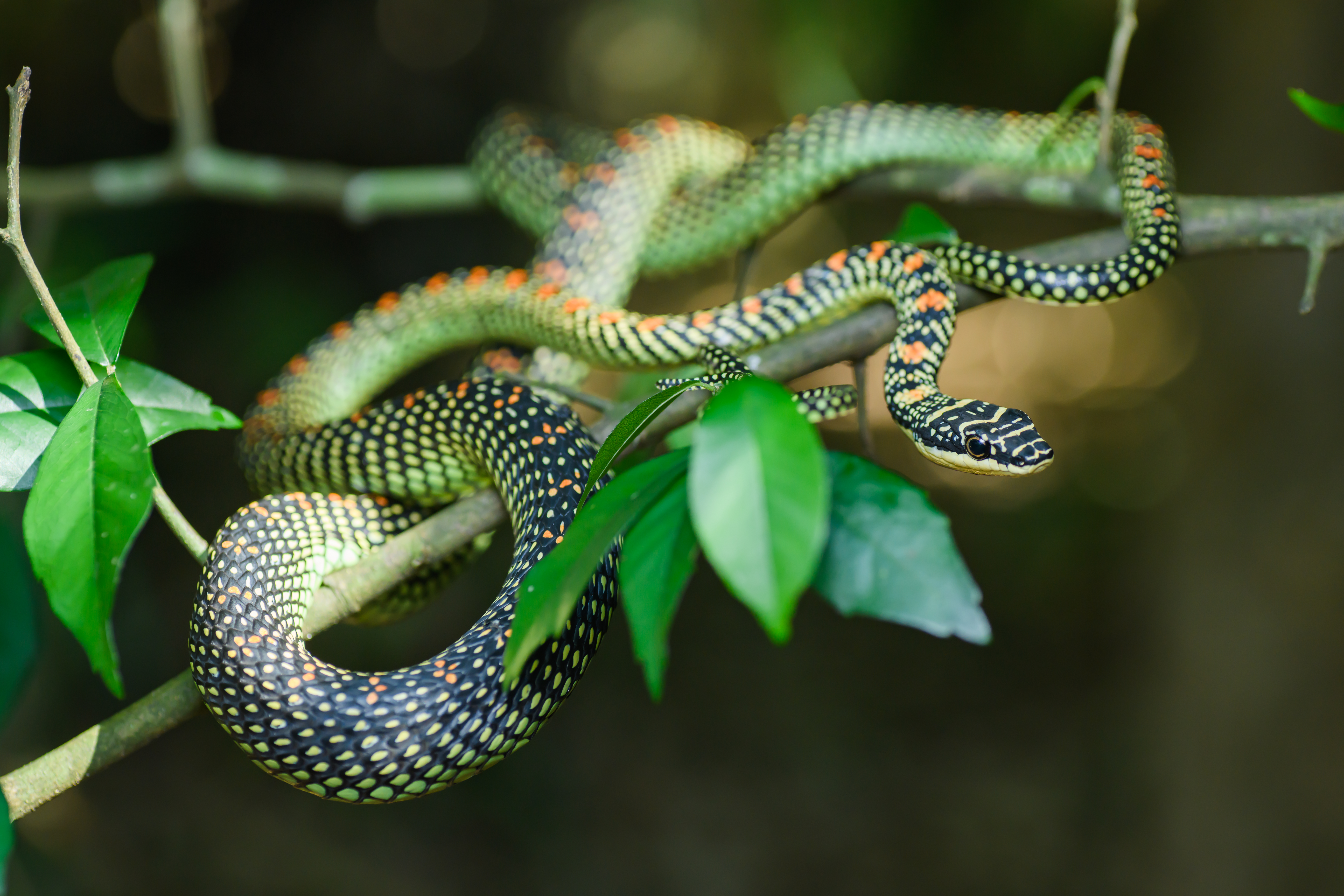
Espécime de Chrysopelea paradisi

A C. paradisi apresenta uma dentição do tipo opistóglifa, caracterizada por apresentar próximo à região caudal do maxilar dentes de tamanho aumentando especializados capazes de inocular toxinas e, na porção anterior, dentes menores, sendo esse tipo de dentição característico de espécies da família Colubridae. As toxinas nessa espécie são secretadas pela glândula de Duvernoy, que é uma glândula oral localizada na região temporal do animal. Ressalta-se que apesar de homóloga às glândulas de veneno presentes nas famílias Viperidae e Elapidae, as de Duvernoy apresentam funções e anatomia diferentes. Em se tratando das glândulas de Duvernoy, não foi observado um grande reservatório de secreção, a pressão do fluxo de esvaziamento é baixa e a secreção não é eliminada por meio de uma dentição inoculadora canaliculada. Em contrapartida, as glândulas de veneno verdadeiras apresentam um reservatório grande e secretam o veneno pela ação de músculos estriados, injetando a toxina na presa sob um fluxo de alta pressão por meio de dentes inoculadores canaliculados.

## Aerodinâmica
Para que fosse possível que esses animais adquirissem seu hábito de saltos, de forma que para alguns pareçam estar voando, muitas adaptações surgiram ao longo da evolução. O gênero Chrysopelea, no qual Chrysopelea paradisi está incluída, apresenta um formato transversal característico desse grupo. Nesse primeiro instante, o formato do corpo é essencial na elevação do animal, considerando a ausência de membros deste - além de ser hipotetizado que esse formato possibilita maior produção de força para auxiliar na planagem.
O passo inicial para a planagem desses animais é a decolagem. Este mecanismo, para muitos vertebrados, consiste em um rápido endireitamento dos membros dobrados, produzindo um salto acelerado. Entretanto, para C. paradisi, que não possui membros, a força para decolagem só pode ser produzida endireitando as curvas laterais do corpo.
Apesar de utilizarem múltiplos comportamentos de decolagem, três comportamentos gerais foram observados nesta espécie: pulo, mergulho ou queda do galho. Dessas, o pulo é tido como o modo em loop, o qual é considerado o comportamento mais predominante (78% dos casos observados), enquanto que o mergulho e a queda são modos de decolagem non-looped e vistos em menor frequência. O modo em loop consiste na formação de um único loop - manobra de vôo em um trajeto vertical circular semelhante a um laço - na porção anterior do corpo da serpente, orientado verticalmente, seguido por um movimento de salto ativo, sendo que o modo J-loop é o mais comum nesses casos, representando cerca de 74% das observações. O modo de decolagem J-loop ancorada começa com a cobra ancorada no galho pela porção anterior e cauda, enquanto que a porção anterior forma um loop em forma de J, então há a fase de aceleração que consiste em um pulo para cima e para longe do galho. Já o modo non-loop é caracterizado por decolagens sem a utilização de uma curva (loop) na região anterior do corpo. No mergulho, a C. paradisi inicia a ação movimentando a porção anterior do corpo, na qual começa de uma posição estática ou em movimento como uma continuação da ondulação lateral ao longo do ramo, enquanto que na queda não há nenhum movimento preliminar da cabeça ou da região anterior do corpo do animal, que apenas se solta do galho. Em alguns casos, a serpente estava pendurada no galho, antes da queda, e em outros, seu corpo estava completamente sob o objeto.
A partir do momento que a cobra está no ar, ela mantém a extensão do seu corpo em uma forma ondulada enquanto este sofre interna e externamente algumas alterações que envolvem o deslocamento das costelas mais para os lados e um achatamento dorsoventral, o que implica em uma mudança de sua conformação para uma forma triangular, a fim de aumentar a capacidade do animal de planar e concluir seu percurso de forma eficaz.
C. paradisi ainda não teve sua anatomia completamente estudada e compreendida, tal como o seu formato de seu corpo afeta sua aerodinâmica enquanto plana pois ainda não há muitas conclusões sobre os efeitos de um corpo considerado escarpado nessa situação. Em estudos, essa foi a espécie mais avaliada. Esse grupo, por conta do formato corporal, foi caracterizado em sua aerodinâmica por sua geração de vórtices e interação da camada limite (que fornece a vorticidade para a outra camada) com a camada de cisalhamento livre e a esteira.
O número de Reynolds de C. paradisi (que avalia estabilidade de fluxo) apresenta grande variação, dados foram coletados e mostram que o número de Reynolds varia de 5000 a 15000 nos indivíduos observados, isso se dá por conta da variação que existe entre os indivíduos de uma espécie. Acredita-se que este valor aumenta conforme percorre o tempo de planagem.
Além dessas características, o ângulo da inclinação em que as cobras se projetam durante esse processo é extremamente importante para o funcionamento dessa atividade pois alteram o coeficiente de sustentação presente na planagem. Baixos ângulos de ataque vão ser menos eficazes pois vão produzir coeficientes de sustentação negativos, o que implica em menos sustentação dos corpos (essa situação pode ser explicada pela anatomia da cobra que, por apresentar um formato ventralmente côncavo, gera uma zona de baixa-pressão). Por outro lado, ângulos de ataque maiores produzem maior coeficiente de sustentação e a maiores valores do número de Reynolds.
Na inclinação de 35°, os vórtices estão mais organizados. A situação nesta inclinação mostra um aumento de sustentação induzida pelos vórtices que é dado pela combinação dos vórtices com o fecho da esteira (em um grau de assimetria) próximo a sucção na lateral do corpo. Esse processo é o que gera os maiores números de Reynolds e, consequentemente, uma maior zona de alta pressão ventralmente ao animal e mais pressão negativa dorsalmente.

## Hábito de vida
As Chrysopelea paradisi são serpentes arbóreas com hábitos diurnos, vivem em florestas tropicais primárias e secundárias e jardins arborizados. Sua alimentação consiste em anfíbios, alguns mamíferos como morcegos e roedores, pequenos pássaros, além de ser conhecida por predar também lagartos, principalmente lagartixas. Os herpetologistas não sabem ao certo o motivo da serpente pular, mas há uma possibilidade de que seja para fugir de predadores ou para predar suas próprias presas.
Não se sabe completamente os efeitos da mordida dessa serpente e, não só a C. paradise, mas o gênero Chrysopelea como um todo é conhecido por possuir presas traseiras, desta forma, acredita-se que essas serpentes são ligeiramente venenosas. Entretanto, a C. paradise não é conhecida por ser agressiva com os humanos. Esse animal secreta, pelas glândulas de Duvernoy, uma toxina potente o suficiente para subjugar suas presas, porém os componentes dessa secreção, bem como seus efeitos após uma mordida nos humanos são pouco conhecidos.
Em relação à sua visão, estudo com caracterização visual mostrou que normalmente essas serpentes possuem um grande campo de visão, com região binocular considerável que se estende para cima. O sistema visual é amplamente sintonizado e sensível ao movimento, mas possuem uma baixa acuidade espacial, isto é, baixa capacidade de visão espacial. Destaca-se ainda que, devido a capacidade de planagem, seu sistema visual precisa acomodar algumas demandas particulares. A cabeça movimenta-se tanto lateralmente, quanto verticalmente durante a planagem, para potencialmente criar um campo visual complexo e movido a movimento, já que, no decorrer da ação, precisa evitar colidir com árvores e encontrar um local de pouso, comportamentos estes provavelmente muito influenciados pela visão em animais voadores. Por fim, recente estudo mostrou que o tamanho do olho das serpentes Colubridae seria uma adaptação ao ambiente, sugerindo uma evolução convergente, e não premeditado taxonomicamente.
Pouco se sabe sobre o comportamento reprodutivo desse animal, mas é de conhecimento geral que a espécie é ovípara e produz uma ninhada com cerca de 6 a 11 ovos. Apesar dos poucos registros, foi observado um comportamento de corte na Malásia, em vida livre. Quatro indivíduos foram observados rastejando juntos, na mesma velocidade, com algumas pequenas diferenças devido à chamada "disputa de posição". Na configuração do comportamento de corte, os indivíduos foram observados com os corpos espalhados ao longo do eixo anteroposterior. Esse tipo de adaptação comportamental permite que o corte não seja interrompido pelo tipo de substrato, além de possivelmente reduzir potenciais ataques de predadores, já que as serpentes estariam em movimento.